# Eriopyga desnuda
Eriopyga desnuda är en fjärilsart som beskrevs av Paul Dognin 1897. Eriopyga desnuda ingår i släktet Eriopyga och familjen nattflyn. Inga underarter finns listade i Catalogue of Life.